# Cottanello
Cottanello ist eine Gemeinde in der Provinz Rieti in der italienischen Region Latium mit 530 Einwohnern (Stand 31. Dezember 2023). Sie liegt 74 km nördlich von Rom und 25 km westlich von Rieti.

## Geographie
Cottanello liegt in den Sabiner Bergen an der Grenze zu Umbrien. Es ist Mitglied der Comunità Montana Sabina.
Die Ortsteile von Cottanello sind Castiglione, Colle della Fonte und Le Piane.
Die Nachbarorte sind Configni, Contigliano, Greccio, Montasola, Stroncone (TR) und Vacone.

## Bevölkerungsentwicklung
| Jahr      | 1861 | 1881 | 1901 | 1921 | 1936 | 1951 | 1971 | 1991 | 2001 |
| --------- | ---- | ---- | ---- | ---- | ---- | ---- | ---- | ---- | ---- |
| Einwohner | 1013 | 1136 | 1343 | 1287 | 1261 | 1212 | 787  | 597  | 572  |

(Quelle: ISTAT)

## Politik
Roberto Angeletti (Lista Civica: Noi e Voi Per Cottanello) wurde am 20. September 2020 zum neuen Bürgermeister gewählt.

## Sehenswürdigkeiten
- Eine fast vollständig erhaltene Ortsmauer schützte die Gemeinde mit zwei Rund- und mehreren quadratischen Türmen sowie zwei rustizierten Toren.
- Die Kirche San Nicola da Tolentino besitzt ein ansehnliches Portal mit seitlichen Lisenen mit Volutenkapitellen. Der Kirche schließt sich das Rathaus an.
- Das Oratorio di San Luigi besitzt ein Rechteckportal und zwei übereinander verlaufende Zahnschnittfriese als Dachunterlage.
- Die Pfarrkirche Sant’Andrea hat eine Fassade des 19. Jahrhunderts mit zwei hintereinander aufsteigenden Wänden und einem Mittelturm. Im Inneren sind Gemälde des Barock und Klassizismus vorhanden. Neben ihr steht der Palazzo Orsini.
- Der Eremo di San Cataldo ist ein an den Berg herangebauter Ort für Eremiten und kann innen in der Bergkirche etliche Fresken aus dem Mittelalter vorweisen, darunter ein Christus als Weltenrichter und eine Madonna mit dem Jesuskind.
- Aus römischer Zeit sind einige Steinbrüche zu sehen, in denen Säulenfragmente liegen. Sie bestehen aus rotgesprenkeltem Kalkstein, der für Villen und später in der Renaissance für Kirchen als Schmuckelement eingesetzt wurde.
- Eine römische villa rustica wurde in der Gemarkung Collevecchio freigelegt. Sie besitzt ein Peristyl und ein Atrium sowie verschiedene Mosaiken hauptsächlich in Schwarzweißtechnik.